# Братское (Днепровский район)
Бра́тское (укр. Братське) — село, Новоалександровский сельский совет, Днепровский район,
Днепропетровская область, Украина.
Код КОАТУУ — 1221486202. Население по переписи 2001 года составляло 263 человека.

## Географическое положение
Село Братское находится на правом берегу реки Мокрая Сура, ниже по течению на расстоянии в 0,5 км расположено село Червоный Садок, на противоположном берегу — село Новоалександровка.
Рядом проходит автомобильная дорога Н-08.